# فران بلیبی
فران بلیبی (انگلیسی: Fran Belibi؛ زادهٔ ۲۰ ژوئیهٔ ۲۰۰۱) بازیکن بسکتبال اهل ایالات متحده آمریکا است.
وی در مسابقات کشوری و بین‌المللی در مجموع برندهٔ ۳ مدال طلا شده‌است.